# Renault Arkana
Renault Arkana — компактный кроссовер компании Renault. Премьера модели состоялась на ММАС-2018, проходившем в августе 2018 года. Автомобиль должен стать новой глобальной моделью марки Renault. Он создан на глубоко модернизированной платформе Global Access (она же B0 ), используемой в таких автомобилях Renault как Renault Duster (после обновления) и Renault Logan (предыдущее поколение платформы). Серийное производство налажено на заводе «Рено Россия» в Москве, позже кроссовер появится на рынках других стран.
Название Arkana образовано от латинского слова arcanum, которое переводится как тайна или секрет.
Автомобиль оснащается двумя вариантами двигателей, один из которых абсолютно новый турбированный силовой агрегат Renault H5H или Renault TCe150, развивающий 150 л. с. мощности и 250 Нм крутящего момента, разработанный совместно инженерами Renault и Daimler. Автомобиль доступен с двумя типами привода: передним и полным. На старте продаж цена на Renault Arkana начинается с 999 000₽. Двигатель для Renault Arkana и Renault Duster (TCe150) дефорсировали под налоговыгодные 150 л. с. На Arkana и Renault Captur этот мотор устанавливается только с вариатором.
Имеет модель-близнеца Samsung XM3, с одинаковой колёсной базой и похожим дизайном кузова. Но XM3 построен на иной платформе — CMF-B.
В сентябре 2020 года была представлена версия автомобиля для европейского рынка. В отличие от российской версии, европейская модель построена на платформе CMF-B.

## Безопасность
Автомобиль прошёл краш-тест по методике российского рейтинга ARCAP в 2019 году, набрав 15.8 баллов из 16.
| ARCAP                                          |            |  |  |
|                                                |            |  |  |
|                                                | 15.8 из 16 |  |  |
| Протестированная модель: Renault Arkana (2019) |            |  |  |